# Estnische Badmintonmeisterschaft 1988
Die Estnische Badmintonmeisterschaft 1988 fand im Mai 1988 in Tartu statt. Es war die 24. Austragung der Titelkämpfe.

## Medaillengewinner
| Disziplin    | Gold                                      | Silber                                 | Bronze                                       |
| ------------ | ----------------------------------------- | -------------------------------------- | -------------------------------------------- |
| Herreneinzel | Andres Ojamaa, Tartu                      | Peeter Munitsõn, Tartu                 | Ain Matvere, Tartu                           |
| Dameneinzel  | Anneli Lambing, Tartu                     | Liia Dubkovskaja, Tartu                | Maili Karindi, Tartu                         |
| Herrendoppel | Peeter Munitsõn Andres Ojamaa, Tartu      | Peeter Sepma Mart Engelbrecht, Tallinn | Kalle Kaljurand Ain Matvere, Tallinn / Tartu |
| Damendoppel  | Anneli Lambing Terje Lall, Tartu          | Liia Dubkovskaja Maili Karindi, Tartu  | Triinu Tombak Kristiina Kukk, Tallinn        |
| Mixed        | Kalle Kaljurand Marina Kaljurand, Tallinn | Raul Tikk Liia Dubkovskaja, Tartu      | Ain Matvere Anneli Lambing, Tartu            |